# Platysphinx phyllis
Platysphinx phyllis là một loài bướm đêm thuộc họ Sphingidae. Nó được tìm thấy ở Sierra Leone to Nigeria.
Chiều dài cánh trước là 58–62 mm đối với con đực và 60–65 mm đối với con cái. Có các đốm đỏ ở cánh sau.